# Grzegorz Osyra
Grzegorz Marek Osyra (ur. 13 grudnia 1961 w Katowicach) – w latach 2003–2010 Prezydent Miasta Mysłowice, w latach 1998–2002 Radny Miasta Mysłowice z listy SLD w centrum miasta (Okręg nr 1).

## Życiorys
Był pracownikiem KWK Wujek. Pod koniec lat 80 XX w. był wiceprzewodniczącym zarządu wojewódzkiego ZSMP. Od 1998 był radnym Mysłowic i zastępcą prezydenta miasta Stanisława Padlewskiego.
Objął stanowisko pełniącego obowiązki Prezydenta Miasta Mysłowice w dramatycznych okolicznościach: w listopadzie 2002 jego poprzednik, zmarł tragicznie (prawdopodobnie popełnił samobójstwo). G.Osyra został wyznaczony przez Prezesa Rady Ministrów Leszka Millera na komisarycznego prezydenta do czasu nowych przedterminowych wyborów.

### I kadencja prezydentury
Krótko przed tymi wyborami Grzegorz Osyra zgłosił na Policję, że został napadnięty i zraniony nożem, niedaleko urzędu miasta. Rana okazała się powierzchowna. Okoliczności tego zajścia pozostają niejasne. Nie wycofał swojej kandydatury.
W I turze przedterminowych wyborów Prezydenta Mysłowic uzyskał ponad 49% głosów (brakowało ok. 100 głosów by wygrać w I turze), a w lutym 2003 w II turze wyborów pokonał Edwarda Lasoka uzyskując ponad 57% głosów.
Do 2004 jego zastępcą był Adam Dzieża, a następnie od września 2006 - Gabriela Kondziałka. Za jego kadencji dokończono 2 inwestycje miejskie: most nad Przemszą (pieniądze pozyskane od syndyka kopalni) i halę widowiskowo-sportową w dzielnicy Bończyk. Jako jedyny prezydent miasta w Polsce przez 3 lata z rzędu nie dostał absolutorium za wykonanie budżetu gminy.
Był członkiem Rady Krajowej SLD. W 2004 wystąpił z partii.

### II kadencja prezydentury
W listopadzie 2006 został ponownie prezydentem miasta niewielką (ok 300 głosów) większością, uzyskując 50,83% pokonał znów Edwarda Lasoka. Był kandydatem KW „Nowe Mysłowice”, które do rady miejskiej wprowadziło 4 radnych. Zblokowani byli z KW Lewica i Demokraci, który wygrał wybory w mieście i otrzymał 6 mandatów. Przed wyborami był bardzo mocno atakowany, także przez swoją byłą zastępczynię. Sprawa znalazła finał w sądzie na korzyść Grzegorza Osyry.
Zastępcami prezydenta Grzegorza Osyry byli Tadeusz Chowaniak i Edmund Sawicki.
Zdaniem radnych, Grzegorz Osyra był odpowiedzialny za wyłączenie światła na kilku dużych ulicach w Mysłowicach, co spowodowało wzrost przestępczości i wypadki drogowe. Grzegorz Osyra decyzję o wyłączeniu światła tłumaczył nieprzyznaniem wystarczających pieniędzy na oświetlenie uliczne przez Radę Miasta Mysłowice.
W wyborach samorządowych w 2010 bez powodzenia ubiegał się o reelekcję. W II turze otrzymał 17,55% głosów i przegrał z Edwardem Lasokiem. Nie uzyskał także mandatu radnego Mysłowic, o który ubiegał się w tych samych wyborach.

### Proces karny
28 marca 2007 roku prokurator zarzucił mu składanie fałszywych zeznań w sprawie rzekomej napaści w lutym 2003. Prokurator uznał, że w sfingowaniu napadu pomogli mu bliski współpracownik Marek H. oraz lekarz Krzysztof G. (członek SLD).. Jesienią 2008 przed sądem w Sosnowcu rozpoczął się proces Osyry. 22 października 2010 roku sąd uznał Grzegorza Osyrę za winnego i skazał na karę 1,5 roku pozbawienia wolności z warunkowym zawieszeniem jej wykonania na okres próby 4 lat oraz 34 tys. złotych grzywny